# Tetanops myopaeformis
Tetanops myopaeformis ist eine Art der Fliegen aus der Familie der Schmuckfliegen (Ulidiidae). Die Larven (Maden) der Fliege findet man auf den Wurzeln von Zuckerrüben, wo sie immense Schäden anrichten.

## Merkmale

### Fliegen
Der auffallend große Kopf mit der breiten Stirn hat zu dem ursprünglichen Gattungsnamen Eurycephala (Breitkopf) geführt. Er ist bis auf die braunen Fühler und das gelbe Untergesicht schwarz gefärbt. Die Fühler sind relativ weit voneinander entfernt. Zwischen ihnen verläuft fast geradlinig eine Stirnspalte. Die beiden Fühlergruben sind durch einen leistenartig erhobenen Rand getrennt. Die Komplexaugen sind rund und relativ klein.
Der Thorax ist schwarz und schwach grau gestreift. Das Abdomen ist glänzend schwarz. Die Beine sind ebenfalls schwarz, zeigen aber an den Gelenken eine strohgelbe Färbung. Die Tarsenglieder sind ebenfalls gelb gefärbt, werden aber gegen das Ende hin dunkler.
Die Flügel zeigen die typische Äderung der Schmuckfliegen, deren Flügel verschiedene Bänder und Flecken aufweisen. Tetanops myopaeformis hat an der Basis der Flügel einen dunklen Fleck und vor dem Randmal bis zur vierten Querader einen zweiten Fleck. Die Flügel sind gelblich gefärbt.
Das Weibchen besitzt eine Legeröhre mit einer Rinne zur Eiablage.

### Maden
Die Made ist, je nach Larvenstadium, in verschiedenen Weißtönen gefärbt und mit einem transparenten Integument bedeckt. Ihre Länge beträgt nach dem Schlüpfen 0,75 Millimeter, sie wird im ersten Larvenstadium bis zu 2,1 Millimeter lang, ihr Durchmesser beträgt 0,2 bis 0,5 Millimeter. In diesem Stadium ist sie rein weiß gefärbt. Im zweiten Larvenstadium wird die Made bis zu 3 Millimeter lang, ihr Durchmesser beträgt dann 0,5 bis 0,8 Millimeter, sie wird elfenbeinfarben. Im dritten Larvenstadium kann die Made einen Zentimeter Länge überschreiten und 2 Millimeter dick werden. Ihre Färbung ist in diesem Stadium cremefarben bis gelblich.
Auf dem letzten Segment befinden sich zwei Atemhörnchen, deren Spitzen dunkelbraun gefärbt sind. Hier enden die Tracheen in den beiden hinteren Atemöffnungen (Stigmen). Jedes Stigma besteht aus drei parallel angeordneten Atemschlitzen.

## Lebensweise
Tetanops myopaeformis ist eine der wenigen Arten aus der Familie der Schmuckfliegen, deren Larven sich von Pflanzen ernähren. Sie fressen an den Wurzeln, die der Pflanze zur Wasser- und Nährstoffversorgung dienen. Dort schädigen sie die Rhizodermis und fressen Tunnel und Kanäle durch die Wurzeln. Die Pflanzen werden welk und verkrüppeln. Die Fliegen legen ihre Eier fast ausschließlich auf die Wurzeln von Nutzpflanzen wie Rüben (Gattung Beta) und Spinat (Gattung Spinacia) und werden daher als Schädlinge angesehen. Vor allem in den Vereinigten Staaten, wo große, dem Zuckerrübenanbau gewidmete Areale von der Fliege befallen werden, gibt es Forschungen zur Entwicklung neuer Schädlingsbekämpfungsmethoden und zur Züchtung von Rüben, die gegen die Fliege und ihre Maden resistent sind. Die Made wird dort Sugar Beet Root Maggot (deutsch „Zuckerrübenwurzelmade“) genannt.

## Symbiose mit Bakterien
Symbiosen der Fliege mit Bakterien aus der Gattung Serratia sind bekannt.  In allen Entwicklungsstadien des Insekts sind Serratia liquefaciens und Serratia marcescens vorhanden. Man nimmt an, dass sie bei der Metamorphose durch Chitinabbau des Pupariums (Puppenhülle) mitwirken.

## Systematik und Nomenklatur
Die Fliege wurde im Jahr 1881 unter dem Namen Eurycephala myopaeformis von Viktor von Röder erstmals beschrieben. 1907 ersetzte der Wiener Dipterologe Friedrich Hendel den Namen Eurycephala durch Eurycephalomyia, weil Eurycephala schon für eine Gattung der Weichwanzen vergeben war, die jedoch heute Halticus heißt. Eurycephalomyia wird heute nur noch für eine Untergattung der Gattung Tetanops verwendet und enthält nur eine einzige Art, nämlich Tetanops (Eurycephalomyia) sintenisi.